# 謝輔濂
謝輔濂（?—?），浙江省寧波府鎮海縣人，清朝政治人物、同進士出身。
光緒九年（1883年），参加癸未科殿試，登進士三甲52名。同年五月，著以主事分部学习。